# Tony Millington
Tony Millington (Hawarden, 5 de junio de 1943 - ibídem, 5 de agosto de 2015) fue un futbolista británico que jugaba en la demarcación de portero.

## Biografía
Cuando contaba con 16 años de edad, Millington fichó por el West Bromwich Albion FC, aunque no hizo su debut hasta 1961, el 30 de septiembre, en un partido contra el Manchester City FC que finalizó con empate a dos. Jugó durante toda la temporada de titular, aunque para el año siguiente se intercambió el puesto con el otro portero del club, Ray Potter. El 16 de marzo de 1963 jugó su último partido para el club, contra el Wolverhampton Wanderers FC y llegando a encajar siete goles. Los siguientes meses los jugó en el equipo reserva del club, hasta que en octubre de 1964 fichó por el Crystal Palace FC, donde jugó por dos años. En marzo de 1966, Millington fue vendido al Peterborough United FC junto a Derek Kevan por 15.000 libras. Se hizo con el puesto de titular, llegando a jugar 118 partidos, hasta que en julio de 1969 fue traspasado al Swansea City FC, con el que consiguió la promoción desde la Fourth Division en 1970. Finalmente, y tras un breve paso por el Glenavon FC, se retiró como futbolista en 1975.
Falleció el 5 de agosto de 2015 a los 72 años de edad.

## Selección nacional
Debutó con la selección de fútbol de Gales en un partido del British Home Championship contra Escocia el  20 de octubre de 1962. Llegó a disputar la clasificación para la Eurocopa 1964, la clasificación para la Copa Mundial de Fútbol de 1966, la clasificación para la Eurocopa 1968, la clasificación para la Copa Mundial de Fútbol de 1970 y la clasificación para la Eurocopa 1972. Su último partido lo jugó el 24 de noviembre de 1971 contra Rumania para la clasificación de la Eurocopa de 1972, finalizado por derrota de 2-0.

## Clubes
| Club                    | País              | Año         | Partidos | Goles |
| ----------------------- | ----------------- | ----------- | -------- | ----- |
| West Bromwich Albion FC | Inglaterra        | 1959 - 1964 | 40       | 0     |
| Crystal Palace FC       | Inglaterra        | 1964 - 1966 | 16       | 0     |
| Peterborough United FC  | Inglaterra        | 1966 - 1969 | 118      | 0     |
| Swansea City FC         | Gales             | 1969 - 1974 | 178      | 0     |
| Glenavon FC             | Irlanda del Norte | 1974 - 1975 |          | 0     |

## Palmarés

### Campeonatos nacionales
| Título                    | Club                         | País  | Año  |
| ------------------------- | ---------------------------- | ----- | ---- |
| British Home Championship | Selección de fútbol de Gales | Gales | 1970 |